# 秋田氏
秋田氏（あきたし）は、武家・華族だった日本の氏族。安倍貞任の後裔を称し平安時代後期から室町時代にかけて出羽北部から津軽地方にかけてを領した安東氏が戦国時代に出羽国秋田湊の地名または秋田城介の官職から秋田氏を称したのに始まるという。江戸時代には陸奥国（磐城国）三春藩5万石を領する外様大名として続き、明治維新後には子爵家に列する。通し字は「季（すえ）」。

## 経歴

### 前史
秋田氏の祖である安東氏は鎌倉時代の歴史書によると、安藤五郎が鎌倉時代初期に津軽地方に置かれ蝦夷対応に当たったのが初めとされているが、正確なところは不明である。鎌倉時代末期には御内人として蝦夷沙汰代官職を務め、津軽地方を本拠地に西は出羽国秋田郡から東は下北半島まで一族の所領が広がった。鎌倉時代末期には安東氏の内紛と蝦夷の武装蜂起が起こり（安藤氏の乱）、幕府衰退の遠因となったとする見解もある。のち二家に分裂し南部氏に圧迫され津軽地方から蝦夷地を経て檜山郡に入った下国家と秋田郡に割拠した湊家とに分かれた。室町時代には、下国家は蝦夷地への影響力を徐々に失うものの陸奥国比内・阿仁地方に勢力を広げ、湊家は京都御扶持衆に組み入れられたと推定されている。

### 秋田氏
両家は戦国時代を通じ並立していたが、下国家の安東愛季の代に至り、経緯の詳細は不明ながら、両家が統合された。愛季は湊家が代々秋田城介を称したのにちなんで名字を秋田に改め、嫡子実季は秋田実季を称した。
1587年に愛季が死去すると、その後継者をめぐって実季と従兄弟の安東通季の間で争いが起き（湊騒動）、実季が勝利した。しかしこの内紛は豊臣秀吉が全国に命じた惣無事令の違反とみなされて咎められ、石田三成への工作により秋田氏は存続を許されたものの、所領を大幅に削減されて出羽湊5万石とされた（ただし、没収分は実季を代官とする太閤蔵入地とされて実質上は実季が支配した）。
1600年の関ヶ原の戦いでは仁賀保、六郷などの諸氏と共に東軍に付いた。ところが、戦後最上義光が秋田氏を讒訴し、1602年に徳川家康の命によって、常陸から減転封される佐竹氏との交換で常陸宍戸5万石に移された。名目上は加増とされたが、太閤蔵入地になっていた旧領の代替は行われなかったため、実質的には減封であった。1645年には宍戸からさらに陸奥三春に移され5万5000石となるが、まもなく5000石を分家に分与して、5万石の三春藩主として幕末まで続いた。
最後の三春藩主秋田映季は、幕末の戊辰戦争で奥羽越列藩同盟に加わったものの、ただちに官軍に降伏して無血開城したため政府からの処罰はなく、5万石の領地をそのまま維持した。明治2年（1869年）6月19日に版籍奉還で知藩事に転じるとともに華族に列し、明治4年（1871年）7月の廃藩置県まで知藩事を務めた。
廃藩置県の際に定められた家禄は1258石。明治9年の金禄公債証書発行条例に基づき家禄の代わりに支給された金禄公債の額は、3万765円27銭4厘（華族受給者中168位）。明治前期の頃の映季の住居は東京市麻布区飯倉狸穴町にあった。当時の家扶は秋田伝内。
明治17年（1884年）7月7日に華族令により華族が五爵制になると、翌8日に旧小藩知事として映季が子爵に叙された。
映季およびその養子重季は貴族院の子爵議員に当選して務めた。昭和前期に秋田子爵家の邸宅は東京市世田谷区経堂にあった。

## 系譜
実線は実子、点線は養子